# Academy of Interactive Arts and Sciences
L'Academy of Interactive Arts and Sciences (AIAS) est une
organisation à but non lucratif créée en 1996 aux États-Unis, et qui a pour but la promotion des logiciels de divertissement.

## Historique
Chaque année depuis 1998, son assemblée votante, constituée exclusivement de professionnels de l'industrie du jeu vidéo répondant à des critères drastiques, décerne des prix aux jeux vidéo par le biais de la cérémonie de l'Interactive Achievement Awards. Pendant cette cérémonie, l'assemblée décerne le Hall of Fame à une personnalité choisie pour l'importance de ses contributions au monde du jeu vidéo.